# 生体工学
生体工学（せいたいこうがく、英: bionics）は、科学的方法や自然界にあるシステムを応用して工学システムや最新テクノロジーの設計や研究を行う学問領域である。アメリカ空軍の医師ジャック・E・スティールが1958年に提唱した。「bionics」の語源は、ギリシア語の βίον（生命体）に接尾辞 -ic（-的、-の方法で）が付いたもので、「生命体的」を意味する。

近い概念として、生体模倣（英: Biomimetics，Biomimicry）がある。

ロータス効果。ハスの葉の表面の顕微鏡画像を3DCGで表したもの。

生命体には進化的な圧力による高度な最適化があり、効率的であるため、これを人工物の構築に応用することが考えられた。古典的な例としてはハス科の植物の表面を研究することにより、撥水加工技術が生まれた（ロータス効果）。他にも、イルカの肌を模倣した船殻、コウモリの反響定位を模倣したソナー、レーダー、医用超音波画像などがある。
コンピュータの分野では、生体工学の研究から人工神経、ニューラルネットワーク、群知能などが生まれた。進化的計算も生体工学的な考え方が根底にあるが、In silico（コンピュータを用いて）進化のシミュレーションを行うことから生まれた考え方であり、自然界にはなかった最適化された手法が生み出されている。
イギリス バス大学の生体模倣技術の専門家ジュリアン・ヴィンセントによれば、「現在、生物学とテクノロジーの間でメカニズムが共有されている部分は10%にすぎない」とされている。

## 手法
生体工学では、生物の機能を実装するのではなくその構造を模倣することが強調される。例えば、計算機科学やサイバネティックスでは人間を知性のある存在たらしめている生体的構造をモデル化しようとし、人工知能では手段を問わずに知能をモデル化しようとする。
自然の生体や生態から機構を明示的にコピーすることは、自然界を「機能することが既に証明されている解法群」のデータベースとして扱い、そこから解法を引き出して応用していると見ることができる（事例ベース推論）。進化の圧力により、生命は間違いのない方法を選び取ってきたとも言われる。
あらゆる工学は生体模倣的側面を持つが、このような考え方の起源はバックミンスター・フラーであると言われ、それを学問分野として確立したのがジャニン・ベニュスである。
工学におけるモデル化という観点で、生物学的レベルを次のように分けることができる。
- 自然の生産手法を模倣し化学的に合成した物質を生み出す。
- 自然界に見られる機構/構造を模倣する（ベルクロテープなど）。
- 生命体の社会的行動の生体的原則を研究する。例えば、鳥の群れ、ハチやアリの創発的行動など。

## 実例
- ベルクロテープは生体模倣技術の有名な一例である。1948年、スイスの技術者ジョルジュ・デ・メストラルが犬の毛皮にくっついたゴボウの実のフック状の棘を見て思いついた。
- レオナルド・ダ・ヴィンチの飛行機械や船の設計は自然界にあるものを工学に取り入れた例である。
- ジュリアン・ヴィンセントは松かさの研究から2004年に温度調節が可能な服（smart clothing）を開発した。
- 2004年、ペンシルベニア州立大学の生体模倣技術の研究チームは形状を変化させる翼を持つ飛行機を開発した。これは、鳥の翼の形状がその鳥の種によって異なり、同時にそれぞれ飛行速度が異なることから発想された。また、翼の内部構造を変化させたときにそれに合わせて表面を変形するため、魚のウロコから発想し、ウロコ同士を若干重なるよう配置することで変形可能な表面を作った。これは可変翼設計の進化したものと見ることも出来る。
- ニューラルネットワークに基づいた、シリコン網膜、シリコン蝸牛。
- 植生の保護と復元のために、その機能を人工的に模擬した人工植生[1]。
- 2006年11月、イスラエルの副首相シモン・ペレスは、軍事・諜報活動に使うスズメバチ大の飛行するロボットを開発する計画を発表した。
- ハスの葉の自浄効果（ロータス効果）から撥水する繊維や塗料など。
- サメの肌を模擬した特殊な模様の入った競泳用水着[2]。
- ヤモリの指の微細構造を真似た、粘着剤のない粘着テープ[3][4]。
- 蛾の目の構造を模した無反射フィルム[5]。
- コオロギの感覚毛やナガヒラタタマムシの触角から手掛かりを得た高感度センサー。
- フクロウの羽の構造から手掛かりを得た騒音を軽減する新幹線のパンタグラフ[6]。
- カワセミのくちばしの形状を模してトンネルに入る際の騒音を軽減した新幹線の先端部分[6]。
- カタツムリの殻の構造から手掛かりを得た防汚製品。[7]
- 蚊の口の構造を模した無痛注射針[8]。
- トンボ・イヌワシ・アホウドリを参考にした高効率で静音なエアコンシステム[9]。
- トンボを参考にした軽量ドローン[10]。
- 蜘蛛の糸の強度に近づいた繊維（スパイバー）[11][12]。より強力なミノムシの糸[13]。
- ザゼンソウの発熱制御アルゴリズムが省エネルギーに繋がることが見出された[14]。
- 昆虫を参考に、包摂アーキテクチャが開発され、自律行動するロボットに応用されている。

## 各分野での用法

### 医学
生体工学という用語は、生物学の考え方を工学に持ち込むことを示すと同時に、逆の流れも指す。従って、そこには2つの若干異なる意味が存在する。
医学において、生体工学とは器官や他の人体部品を機械的なものに置き換え、改良することを意味する。人工臓器などの生体工学的インプラントは本来の器官の機能を模倣し、場合によってはそれをしのぐこともある。従って、単なる義肢とは異なる。
ドイツ語では "Bionik" という用語が相当するが、こちらはより広範囲に自然をモデルとして技術的解法を開発することを指す。これは、生物の解法は常に進化の圧力によって最適化させられているという事実に基づいた考え方である。
生体工学技術によるインプラントはまだ初期の段階だが、既にいくつかの実例がある。最もよく知られているのは人工内耳であろう。これはろう者のための機器である。2004年までに完全に機能する人工心臓が開発されている。今後、ナノテクノロジーの進歩によってさらなる発展が見込まれている。
ペンシルベニア大学の Kwabena Boahen は、生物の眼（網膜）と同じ方式で動作するシリコン網膜を開発した。彼はシリコン網膜とサンショウウオの目から発する電気信号を比較し、同じ画像情報を伝えていることを検証した。

### その他
あまり一般的でない用法として、生体と機械の結合を指して生体工学（バイオニクス）と呼ぶことがある。これは、サイボーグとほぼ同義である。